# Kosmatin, kralj notranjskih gozdov

## O delu
- Avtor: Josip Brinar
- proza
- Zgodba ima petnajst poglavij

## Vsebina po poglavjih

### Kosmatin in Pavlek
Pavlek je odšel v gozd s prijatelji in se pobliže srečal z medvedom, saj mu zaradi klecanja ni uspel pobegniti. Medved je bil okoli ust ves rdeč od malin in takšen je prosil Pavleka, naj mu izpuli trn. Pavlek mu je pomagal, toda sam se ni mogel pobrati, zato mu medved ponudi pomoč. Kosmatin ga odnese k pastirju, kateri izgleda malo strašno, saj ima eno nogo leseno, vendar pa je prijazen do živali. Pavlekovi prijatelji so videli medveda kako nosi Pavleka, zato so se ustrašili in pobegnili. Medved pusti Pavleka pri pastirju in le-ta mu pomaga ozdraviti nogo. Ker pa je Pavlek imel doli v dolini hudega skrbnika Francolina, je mladi fantič raje ostal pri pastirju in mu pomagal pri vsakodnevnem delu.

### Miško hruške trese
Kosmatin je dobil nalogo naj pazi svojega sina Miška. Toda ta mu je hodil na živce, zato ga je pustil samega doma in mu naročil naj si najde nekaj hrušk na hruški drobnici. Miško si je šel šele na noč iskati nekaj za pod zob, kljub temu da mu je Kosmatin prepovedal hoditi naokoli ponoči. Na poti je srečal sovo Uhorelo,  ki ga je posvarila pred možno nevarnostjo v gozdu. Miško je šel dalje in poskusil po obliki nekaj podobnega hruški, toda okus je bil grozen. Ko je izpljunil vse kar je dal v gobček, je mimo prišla lisica in ga skušala napeljati, da bi šel z njo v goščavo. Toda Miško ni bil neumen in se ji ni pustil. Odšel je domov, kjer ga je pričakala jezna mati.

### Stric Francolin
Pavlek in pastir Drejc sta se odpravila iskati pogrešani ovci. Ko sta jima sledila, sta videla da se iz Francolinovega gozda kadi in ugibala, da sta se ovci morda odpravili tja. Ko sta pršila do strica Francolina, je ta povedal da je slišal ovci nekje blizu njegovega gozda. Ko pa je Francolin zagledal Pavleka, ga je takoj začel pretepati, saj se mu je mali fantič izneveril. Ko ga je tepel, se je pojavil Kosmatin in rešil Pavleka.

### Medjela v koprive sela
Mama medvedka se odpravi z Miškom po med v vas. Tam so ju napadle čebele, zato sta jo popihala domov. Šoja Devetkača pa je le-to videla in po gozdu širila novico, kako jo je Medjela skubila.

### Lakotnik jo izkupi
Pavlek je šel stran od pastirja in sam taval po gozdu. Ponoči pa je srečal volka Lakotnika, ki se je želel maščevati ljudem, za vse hudo kar so mu naredili. Pavlek porine volku v usta palico , da se ta začne daviti. Med tem časom pa se je Kosmatin z Miškom sprehajal po gozdu, saj se Medjela zaradi nedavne sramote ni želela pokazati iz brloga. Kosmatin izvoha, da neka ni uredu in naposled vidi, kako se Pavlek valja z volkom po tleh. Medvedu bi bilo iz pod časti, da bi se spravil na volka, zato je nadenj poslal Miška. Ta se spravi na Lakotnika in reši Pavleka izpod njegovih krempelj. Pavlek se je obema lepo zahvalil.

### V brlogu
Medvedja družina se je odpravila v dolino po oves, kjer so si našli brlog. Ponoči se je Miški skotila sestrica Zlatogrivka.

### Miško – Pestun
Medjela in Kosmatin sta odšla iz brloga in Mišku naročila naj popazi na sestrico. Mali medved se je sprva igral z Zlatogrivko, ko pa je ta zaspala, je zapustil brlog. Ko se je vrnil nazaj v brlog je dobil nekaj zaušnic od Medjele, ker je sam odšel iz brloga. Ta čas p je v gozd prišel merjasec Svedrorep, ki se je pobliže srečal z Medjelo. Ta ga je napadla in pri tem ji je pomagal tudi Miško. Domov sta prinesla pravo pojedino in Miško je kasneje sam začel loviti in prišel tudi kdaj pogledat v brlog svojo sestro.

### Miško, Uharica in Pavlek
Medjeli in Mišku so se v zimskem času zelo cedile sline. Zato sta šla še enkrat na kraj, kjer sta zjutraj ulovila merjasca. Ko je Miško zagledal meso od kolin je hotel to pograbiti, a v istem trenutku je bil ustreljen v nogo, zato je zbežal v gozd. Doma je slišal nauk in Medjela ga je želela udariti v poduk, toda Uharela je to s svojim govoričenjem preprečila. Medjela je dala Mišku nauk, kako zlobni so ljudje. Toda v tistem trenutku je mimo prišel Pavlek, ki je slišal strel in se napotil v dolino, da ponudi pomoč. Odšel je po vodo in Mišku izpral rano. Tako je Pavlek dokazal, da še obstajajo dobri dvonožci.

### Stric Podplatan
Podplatan je bil Medjelin stric, ki je kraljeval v krajih kjer je poprej živela njegova nečakinja. To je bil medved samotar, ki je gojil sovraštvo do dvonožcev. Pobijal je ovce in tudi ljudem ni prizanašal. Ko se je Kosmatin potepal po njegovem gozdu, je želel napraviti konec Podplatanu. V spopadu med dvema kraljema gozdov je zmagal Kosmatin, saj jo je Podplatan ucvrl. Od tedaj je Podplatan še krvoločnejše moril po gozdovih.

### Kosmatin – lovec
Medvedja družina je bila lačna, zato je Kosmatin napadel kravo. Ko pa je medved zavonjal kri, ga je odšla neznanska slast po živalih. Napadal je domače živali na paši in delal ljudem preglavice. Podnevi se je Kosmatin skrival, ponoči pa moril.

### Ribji lov
Bil je čas, ko je bilo obilo rib in Medjela se je skupaj z Mišom in Zlatogrivko odpravila na lov. Na poti so srečali Zvitorepko, ki jim je povedala, da je rib še obilo. Miško in Zlatogrivka sta si sama lovila ribe in prav zaradi tega so jima šle ribe še bolj v slast. Pospravili so veliko rib in Uharela je dejala, da so jo dobro zagodli dvonožcem.

### Na mrhovišču
Mama medvedka, Miško in Zlatogrivka so se zjutraj odpravili na lov. Ugledali so kravo in jo napadli. Ko je sonce nenavadno posijalo, sta se Medjela in Miško umaknila, Zlatogrivka pa je nepremično obstala pri kravi. Iz opazovalnice jo je ustrelil dvonožec in Zlatogrivka je umrla. Medjela je položila hčer na mahovje ter legla k njej vse do jutra. Zjutraj je v jezi zapuščala kraj, kjer je izgubila hčer in se z jezo spravila na čebelnjak. Domačini so bili prestrašeni, zato so odšli po pomoč. Lovci so Medjelo večkrat ustrelili in tako je mama medvedka prenehala žalovati.

### V pasti
Od tedaj, ko so Kosmatinu ubili hčer in družico, je bilzelo besen na ljudi. Prizanašal je le Pavleku ter Drejcu.  Med Kosmatinovim lovom ga je dvonožec ustrelil, zato se je medved odpravil k Pavleku po pomoč. Mladi fantič mu je pomagal in Kosmatin mu je obljubil, da ne bo nikoli pozabil njegove dobrote. Medved se je skril, dokler si ni zlizal ran. Od tedaj se je Kosmatin največ sprehajal okoli naselbin in napadal ljudi.

### Veliki lov
Lovec Matjok je iskal Kosmatina, toda najti ga ni mogel. Lovci so se zbrali, da bi ujeli in ubili medveda. Prišli so do Drejca in povprašali po Pavlekovemu prijatelju. Ker jim ta ni želel izdati kje se skriva medved, so pograbili Pavleka in ga odvlekli s seboj. Stric Francolin je mladega fanta postavil predse, saj je vedel da je Kosmatin PAvlekov prijatelj. Ko so prišli do Kosmatina je ta preskočil prijatelja in skočil na Francolina, vendar takrat ga je lovec Matjok od zadaj ustrelil in ubil. 

### Miško in Pavlek gresta po svetu
Miško je bil zelo žalosten zaradi smrti njegove družine. Odločil se je zapustiti te grozne kraje. Na poti je srečal Pavleka, ki se je odločil da pojde z njim. Šla sta novemu življenju naproti. Skupaj sta nastopala po vaseh, kjer je Pavlek pel, Miško pa plesal po zadnjih tačkah. Tako sta si služila denar in srečnejše živela.

## Analiza zgodbe

### Pravljica
- živalska
- umetna

### Kraj književnega dela
- gozd
- vas
- brlog
- kmetija pastirja Drejca

### Čas književnega dela
- ni točno določen

### Liki književnega dela
- Glavni: Pavlek, Kosmatin, Miško, Medjela
- Stranski: Drejc, Zlatogrivka, stric Francolin, lovec Matjok

### Pripovedovalec
- tretjeosebni